# عضلة ذقنية لامية
العضلة الذقنية اللامية (بالإنجليزية: Geniohyoid muscle)‏ هيَ عضلة ضيقة تَقع إلى الأعلى من الجزء الوَسطي للعضلة الضرسية اللامية، وسُميت بهذا الاسم لأنها تَعبر عبر الذقن إلى العظمة اللامية.

## التركيب
تنشأ العضلة الذقنية اللامية مِن الشوكة الذقنية السُفلى المُوجودة إلى الخلف من الارتفاق الذقني، ثُم تَسير العضلة إلى الخَلف وإلى الأسفل قليلاً لتنغرس في السَطح الأمامي لِجسم العظمة اللامية،:346 حيثُ تتصل مع مثيلتها في الطرف الآخر، ولذلك تنتمي هذه العضلة إلى مجموعة العضلات فوق اللامية. تتغذى العضلة الذقنية اللامية بواسطة تفرعات من الشريان اللساني.

### التعصيب
يتم تعصيب العضلة الذقنية اللامية بواسطة ألياف خارِجة مِن العصب الرقبي الأول، وتنتقل هذه الألياف عبرَ العصب تحت اللسان، وتُسمى هذه الألياف العُروة الرَقبية.

## الوظيفة
تقوم العضلة الذقنية اللامية بِسحب العظم اللامي إلى الأمام وإلى الأعلى، وهذا يُساعد على توسع مجرى الهواء العُلوي، وبالتالي يُساعد على التَنفُس. في أثناء بلع الطَعام الأولي تنتقل قطعة الطعام من الفم إلى البلعوم (العظم اللامي)، حيثُ تقوم العضلة الذقنية اللامية والعضلة الضرسية اللامية وَالبطن الأمامي للعضلة ذات البطنين بِسحب العظم اللامي واللسان إلى الأعلى وإلى الأمام، وتُساعد هذه العضلة أيضاً في خفض مستوى الفك السُفلي.

## التاريخ
تمت مُقارنة الاتجاه المائِل للعضلة الذَقنية اللامية مع مثيلتها في الإنسان البدائي، فوجدَ أنها في الإنسان البدائي تكون بشكل أُفقي (مُستعرض).

## معرض صور

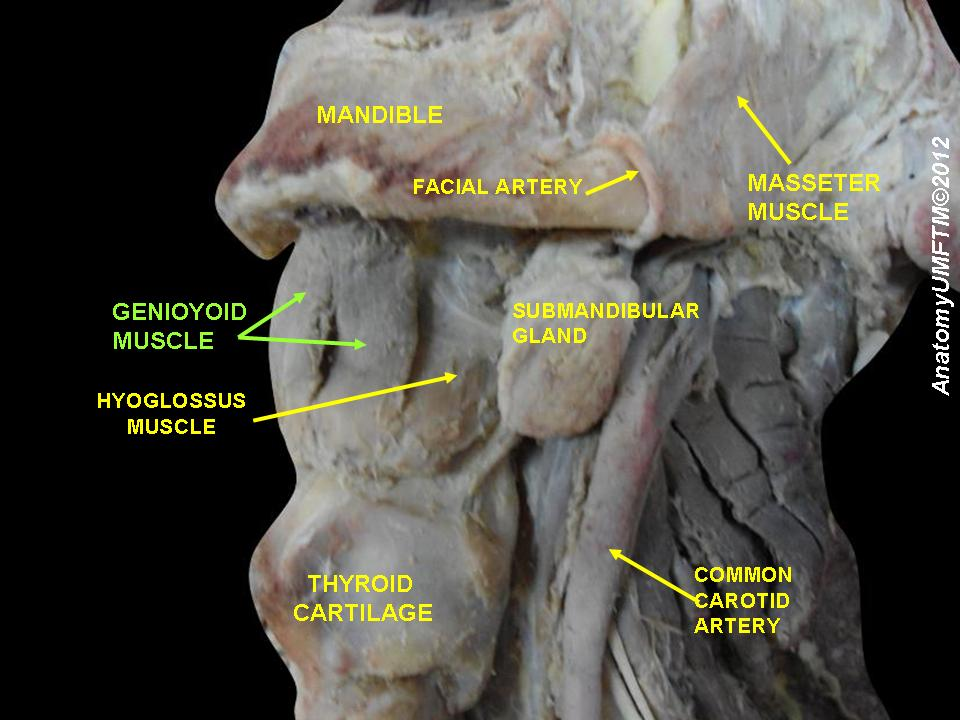
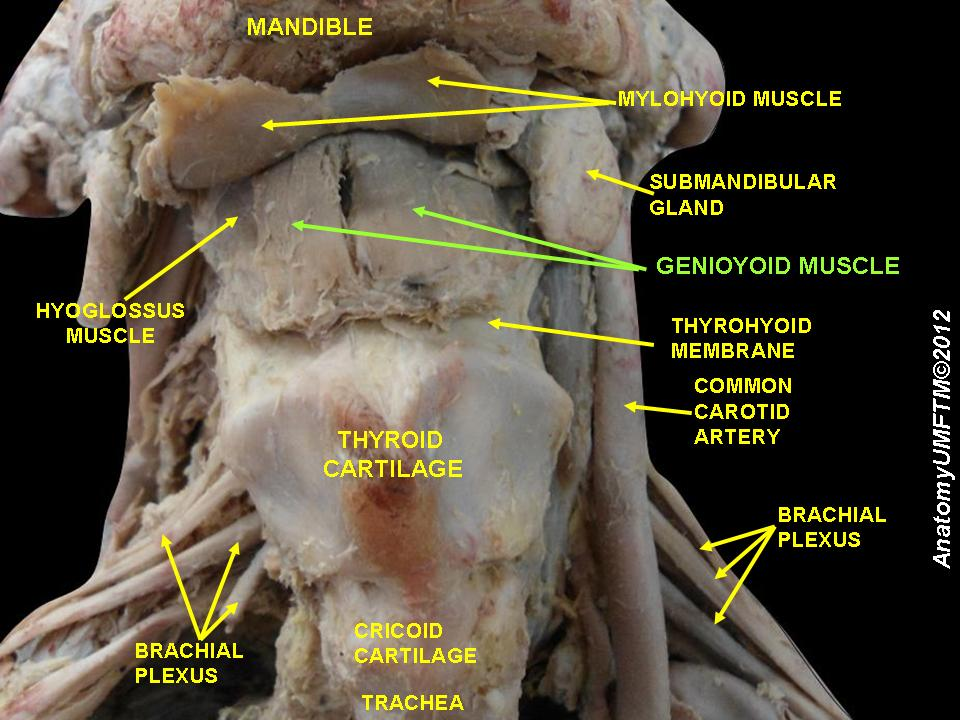
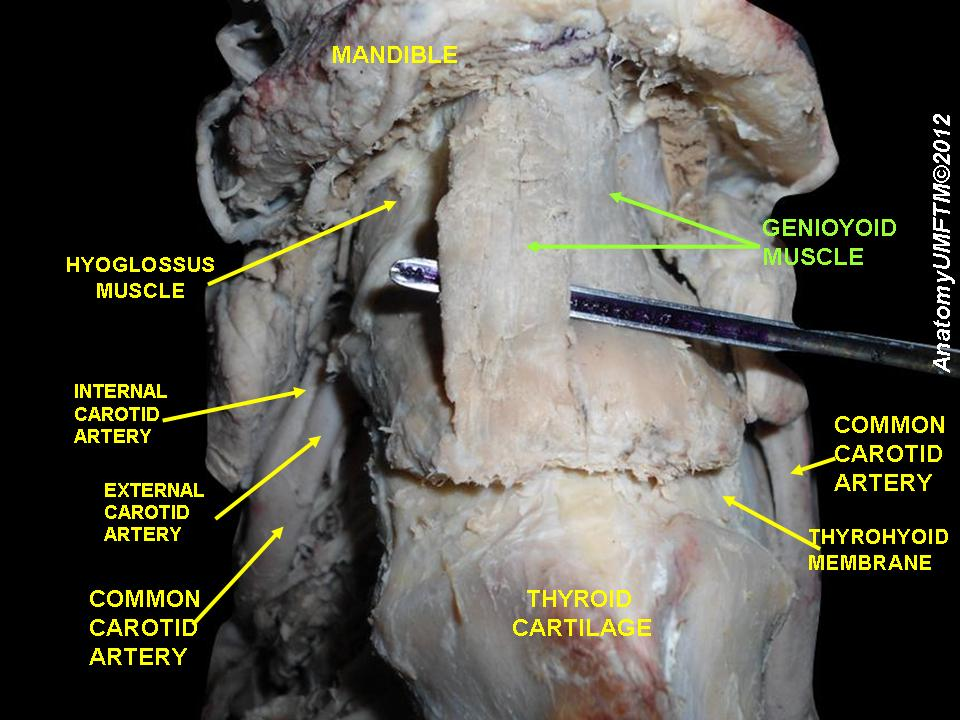
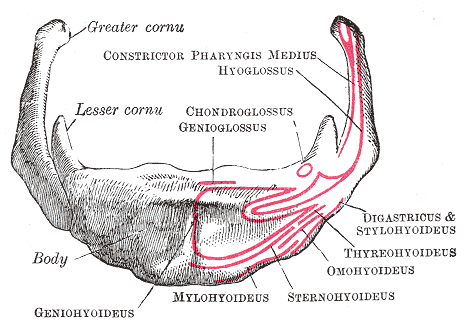
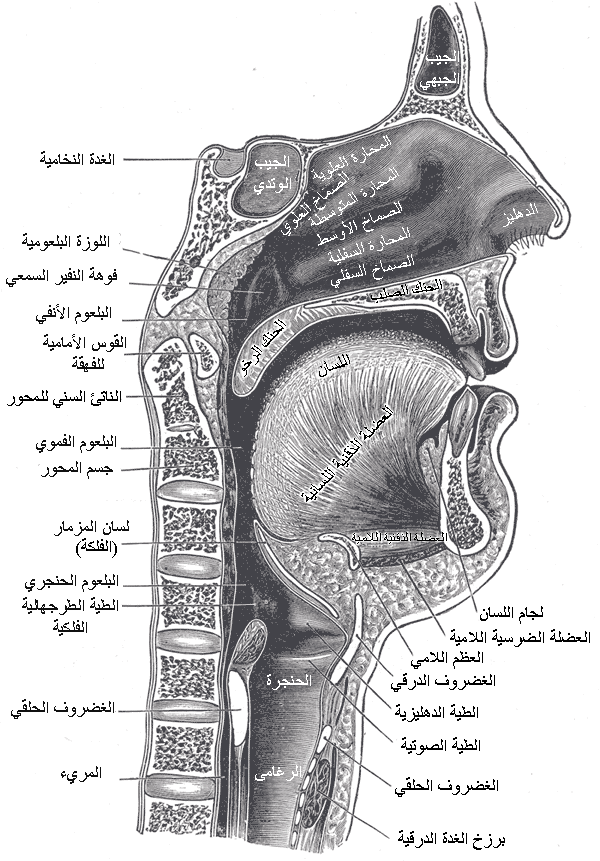

## روابط خارجية
- -221249457 في مفكرة المُمارِس العام
- شكل تشريحي: 34:02-06 على موقع مركز سوني دونستات الطبي (تشريح بشري عبر الإنترنت).
- مقطع جَبهي.